# Fouga Magister
Fouga Magister är ett tvåsitsigt skolflygplan med turbojetmotorer och var det första skolflygplanet i världen med denna konfiguration som togs i bruk.

## Utveckling
År 1948 konstruerade Air Fouga ett jetdrivet grundskolflygplan för det franska flygvapnet (Armée de l'Air) som kallades CM.130. Detta flygplan ersatte det propellerdrivna Morane-Saulnier MS.475-flygplanet. När man insåg att flygplanet var alldeles för kraftlöst förstorade Fouga grundkonstruktionen och satte in starkare motorer. Den iögonfallande V-stjärtfenan på det nya CM.170 Magister-flygplanet härstammade från ett glidflygplan (CM.8) som Fouga använde för att experimentera med jetmotorer. 1950 beställde franska flygvapnet 3 prototyper av vilka den första flög den 23 juli, 1952. Flygplanet trädde in i aktiv tjänst år 1956. Förutom i Frankrike tillverkades CM.170 på licens av Valmet i Finland, Flugzeug Union Süd i Tyskland och Israel Aircraft Industries i Israel. Sammanlagt byggdes 918 flygplan.

## Användning i Finland
Finland köpte 18 Fouga Magisterar från Frankrike åren 1958-59 samt erhöll en tillverkningslicens. Valmet byggde ytterligare 62 Fougaflygplan mellan åren 1958 och 1967. Flygplanens beteckningar var FM-1...-18 och FM-21...-82. FM-21 var den första Fougan som byggdes i Finland. 
Flygplanstypen var jetskolflygplan i det finländska flygvapnet mellan åren 1958 och 1988. Sex Fouga Magisterflygplan förstördes i haverier - alla med dödlig utgång.

## Varianter
- CM.170-1 Magister : den första produktionsversionen med Turbomeca Marbore II-motorer.
- CM.170-2 Magister : starkare Turbomeca Marbore IV-motorer med vardera 4,7 kN dragkraft.
- CM.171 Makalu : förstorad flygkropp, Turbomeca Gabizo-motorer med 10,8 kN dragkraft vardera, den enda prototypen förlorades i en olycka den 20 mars 1957.
- CM.173 Super Magister : Turbomeca Marbore Super VI-motorer med vardera 5,1 kN dragkraft och katapultsäten, en prototyp byggdes-
- CM.175 Zephyr : utrustad med bromsvajerkrok för den franska flottan
- AMIT Fouga (Tzukit) : israelisk version med fasta vapenfästen under vingarna för att möjliggöra en lätt attackkapacitet
- Fouga 90 : ett försök att modernisera flygplanet med Turbomeca Astafan-motorer med vardera  7,6 kN dragkraft , en annorlunda utformad sittrumshuv för bättre sikt och uppgraderad avionik. Flygplanet lyckades inte erhålla några beställningar.

## Användare
- Algeriet, Bangladesh, Brasilien, El Salvador, Finland, Gabon, Israel, Kambodja, Kamerun, Kongo-Léopoldville (Katanga), Libanon, Libyen, Marocko, Nederländerna, Rwanda, Senegal, Togo, Tyskland, Uganda, Österrike

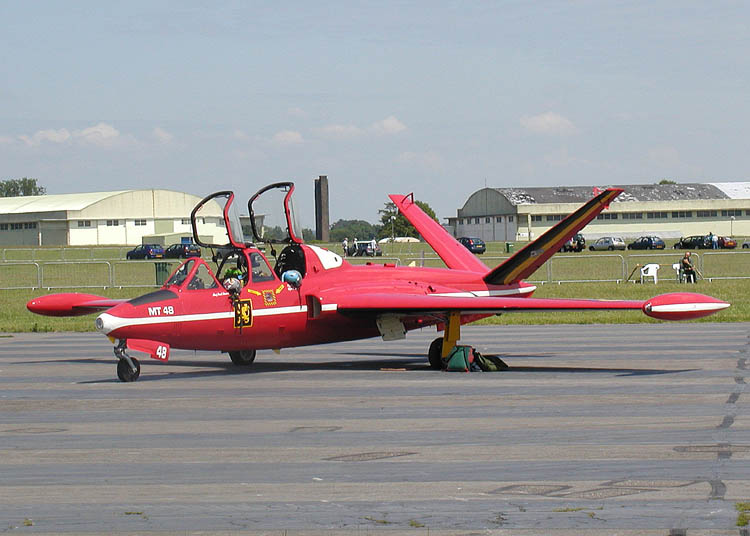
Belgiska flygvapnets Fouga Magister

- Irländska flygkåren
- Belgiska flygvapnet
- Franska flygvapnet

## Liknande flygplan
- Aero L-29 Delfín
- BAC Jet Provost
- Canadair CT-114 Tutor
- Cessna T-37 Tweet
- HAL HJT-16 Kiran
- Saab 105